# Team Heizomat/Saison 2016
Dieser Artikel listet Erfolge und Fahrer des Radsportteams Heizomat in der Saison 2016 auf.

## Abgänge – Zugänge
| Zugänge             | Team 2015        | Abgänge                            | Team 2016            |
| ------------------- | ---------------- | ---------------------------------- | -------------------- |
| Richard Stockhausen | Bike Aid         | Richard Stockhausen (ab 1. August) | Unbekannt            |
| Dorian Lübbers      |                  | Benjamin Edmüller                  | Karriereende         |
| Pascal Treubel      |                  | Holger Burkhardt                   | Karriereende         |
| Nathan Müller       | Team Kuota-Lotto | Fabian Schormair                   | LKT Team Brandenburg |
| Jonas Rapp          | Team Kuota-Lotto | Gero Walbrül                       | Unbekannt            |
| Robert Müller       |                  | Sascha Starker                     | Unbekannt            |
| Simon Redmers       |                  | Julien Essers                      | Unbekannt            |

## Mannschaft
| Name                  | Geburtstag        | Nationalität |
| --------------------- | ----------------- | ------------ |
| Aaron Krauss          | 14. April 1995    | Deutschland  |
| Dorian Lübbers        | 4. Februar 1997   | Deutschland  |
| Nathan Müller         | 16. April 1995    | Deutschland  |
| Robert Müller         | 8. August 1986    | Deutschland  |
| Jonas Rapp            | 16. Juli 1994     | Deutschland  |
| Simon Redmers         | 30. April 1996    | Deutschland  |
| Richard Stockhausen   | 19. Januar 1988   | Deutschland  |
| Pascal Treubel        | 14. Februar 1997  | Deutschland  |
| Laurin Winter         | 4. September 1996 | Deutschland  |
| Philipp Zwingenberger | 6. April 1993     | Deutschland  |